# 交響曲第1番 (リムスキー＝コルサコフ)
交響曲 第1番 作品1は、1861年から1865年にかけてミリイ・バラキレフの指導のもとニコライ・リムスキー＝コルサコフが作曲した作品。1865年12月にバラキレフの指揮で初演され、成功を収める。1884年に改訂されており、その際に変ホ短調からホ短調に移調された。

## 概説

### 作曲の経緯
リムスキー＝コルサコフは、まだバラキレフに出逢う前から「変ホ短調の交響曲の開始部のようなもの」を書いていた。これらの曲は、1859年の秋にF.A.カニッレに師事して始めた作曲の学習の成果であった。海軍兵学校を卒業した1861年の11月に、リムスキー＝コルサコフはカニッレよりバラキレフを紹介される。バラキレフはリムスキー＝コルサコフがそれまでに書き溜めていた曲を褒めちぎり、さらに書き続けて交響曲に仕上げるように激励した。バラキレフの助言を容れて、リムスキー＝コルサコフは開始楽章の作曲を続けた。バラキレフがその音楽をかなりの批判に晒すと、リムスキー＝コルサコフは指図どおりの修正を熱心に加えていった。この楽章が仕上がってしまうと、リムスキー＝コルサコフはその管弦楽法を試みるが、その結果に途惑った。バラキレフが代わりに最初のページの管弦楽法を施してくれた。そこから先の経過は順調であった。
1862年にロシア帝国海軍によって、士官候補生として3年がかりの世界一周の遠洋航海に出されるまでに、第1楽章とスケルツォ楽章、フィナーレが完成した。緩徐楽章はイングランドに上陸中に作曲し、船旅に戻る前にその総譜をバラキレフの許に郵送した。1865年にサンクトペテルブルクに戻るや否や、バラキレフは交響曲の改作を指示した。リムスキー＝コルサコフは求めに応じ、スケルツォにトリオを加え、作品全体の管弦楽法を改めた。バラキレフは1865年12月に本作の初演を行い、成功に導いた。リムスキー＝コルサコフは拍手喝采を受けるために、制服姿で舞台に上がった（軍人は非番の際にも制服姿でいることが規律として求められていたためであった）。間もなく1866年3月には、コンスタンティン・リャードフ（作曲家アナトーリ・リャードフの父親）の指揮によって再演が行われた。

### 「ロシア初の交響曲」
バラキレフは「五人組」の指導者として、アントン・ルビンシテインやその他の西欧派の作曲家によるドイツ流の交響楽と一線を画すべく、東方風の主題や和声の利用を自作に用いるように同人に呼びかけていた。ルビンシテインが1841年に《交響曲第1番》作品40、そして1851年に《交響曲第2番「大洋」》作品42を作曲していたにもかかわらず、リムスキー＝コルサコフがロシア民謡やオリエントの旋律を《交響曲 第1番》に用いたからというので、ウラディーミル・スターソフらの民族主義者はこの作品を、（ロシア人による「最初の交響曲」と「交響曲第1番」という）二重の意味をこめて「ロシア初の交響曲」と呼んだ。本作のオリエンタルな旋律は、バラキレフがカフカスで採譜したものである。「五人組」の同人ツェーザリ・キュイは、1863年に、海軍の配備で出航中のリムスキー＝コルサコフに宛ててこのように書き送っている。「この交響曲は好い曲だ。われわれは数日前にバラキレフの家でそれを弾き、スターソフが大変喜んだ。これは本当にロシア的だ。ロシア人にしか作曲できないような音楽だ。ドイツ気質の澱んだ特徴がいささかも見受けられないのだから。」この曲の成功により、リムスキー＝コルサコフの作曲家としての道が定まったのである。

### 影響力
キュイの評価にもかかわらず、非ロシア的な要素も《交響曲 第1番》に入り込んでいる。リムスキー＝コルサコフが模範として認めたのは、ロベルト・シューマンの演奏会用序曲《マンフレッド》や《「ライン」交響曲》、グリンカの《ホタ・アラゴネーサ》や《ホルムスキー公》、バラキレフの演奏会用序曲《リア王》である。当時ロシア五人組が尊敬していたシューマン作品の影響はとりわけ根強かった。管弦楽法に不慣れだったので、エクトル・ベルリオーズの論文『管弦楽法』を当てにしただけでなく、バラキレフにも助言を求めた。後にリムスキー＝コルサコフが述懐したところによると、「私は多くのことに無知だと実感していた反面、バラキレフがこの世界のことを知り尽くしていると信じていた。彼自身も、自分の情報不足をわれわれ五人組にうまく隠していたのだが、それでもオーケストラの音色や、楽器の組み合わせ方において、バラキレフは非常に手馴れており、彼との意見交換は、私にはかけがえのないものだった 」。

### 改訂
リムスキー＝コルサコフは1871年にペテルブルク音楽院から作曲と管弦楽法の教授に任命され、知識不足を補うために管弦楽法と対位法を勉強し直した。このことが契機となり、1884年に徹底的に《交響曲 第1番》を改訂する。調性の変更とともに大幅な書き換え、追加が行われた。交響曲の調性そのものを変ホ短調からホ短調に移調し、作品を演奏しやすくして、学生オーケストラやアマチュアのオーケストラのレパートリーにも入るようにした。緩徐楽章とスケルツォ楽章の順序も入れ替えた。リムスキー＝コルサコフは、さらに《アンタール（交響曲第2番改め交響組曲）》、《交響曲第3番》も改訂している。

## 初演
初版は1865年12月19日、バラキレフの指揮により彼が主催する無料音楽学校のオーケストラにより行われ、その約20年後の1885年12月4日、サンクトペテルブルク大学の学生オーケストラにより改訂版の初演が行われた。

## 楽器編成
1884年の改訂版では、次のようになっている。
- 木管楽器
  - フルート 2
  - オーボエ 2
  - A管クラリネット 2
  - ファゴット 2
- 金管楽器
  - F管ホルン 4
  - A管トランペット 2
  - トロンボーン 3
- 打楽器
  - ティンパニ
- ハープ
- 弦五部
  - 第1ヴァイオリン
  - 第2ヴァイオリン
  - ヴィオラ
  - チェロ
  - コントラバス

初稿では、クラリネットがB♭管、ホルンがE♭管2とF管1とD♭管1、トランペットがE♭管となっていた。

## 構成
改訂版による。以下のように、伝統的な4楽章制度を採る。
- 第1楽章　ラルゴ・アッサイ ― アレグロ　Largo assai - Allegro ホ短調、2分の2拍子、序奏を持つソナタ形式。第二主題はロ短調。コーダでホ長調に転じて終結する。初版では、序奏の速度指定がアンダンテとなっていた。初版は変ホ短調。
- 第2楽章　アンダンテ・トランクィッロ　Andante tranquillo ハ長調、4分の3拍子。初版ではロ長調、アンダンテで、第3楽章だった。
- 第3楽章　「スケルツォ」。ヴィヴァーチェ ― 「トリオ」　Scherzo: Vivace- Trio ホ短調、8分の3拍子ー4分の2拍子ー8分の3拍子。 複合三部形式。トリオはロ短調。初稿では変ホ短調、第2楽章だった。
- 第4楽章　アレグロ・アッサイ　Allegro assai ホ長調、4分の3拍子、ソナタ形式。初稿は変ホ長調、アレグロ。